# Hans Boesch
Hans Boesch (ur. 13 marca 1926 we Frümsen, zm. 21 czerwca 2003 w Stäfa) – szwajcarski pisarz tworzący w języku niemieckim.

## Dzieła
Poezja
- 1951 Oleander, der Jüngling
- 1955 Pan

Powieści
- 1960 Das Gerüst
- 1968 Die Fliegenfalle
- 1978 Der Kiosk
- 1988 Der Sog
- 1996 Der Bann
- 1998 Der Kreis

## Nagrody
- 1954 Nagroda im. Conrada Ferdinanda Meyera